# おもろまち駅
おもろまち駅（おもろまちえき）は、沖縄県那覇市おもろまち四丁目にある、沖縄都市モノレール線（ゆいレール）の駅である。駅番号は11。
計画当時の仮称は「真嘉比駅（まかびえき）」であった。

## 歴史
- 2003年（平成15年）8月10日：那覇空港駅 - 首里駅間開業と同時に開業[1][2]。
- 2014年（平成26年）10月20日：ICカード「OKICA」の利用が可能となる[3][4]。
- 2020年（令和2年）3月10日：ICカード「Suica」の利用が可能となる[5][6][7]。
- 2023年（令和5年）11月22日：駅構内にファミリーマートおもろまち駅／S店が開店。ゆいレール駅構内にコンビニエンスストアが出店するのは初。[8]

## 駅構造
相対式ホーム2面2線を有する高架駅である。エスカレーター・エレベーターあり。モノレールと並走する国道330号（安里バイパス）の上に建つ。駅出口はおもろまち駅前交通広場、DFSギャラリア・沖縄への連絡通路となるペデストリアンデッキと接続している。

### のりば
| 番線 | 路線                  | 方向 | 行先           |
| ---- | --------------------- | ---- | -------------- |
| 1    | ■沖縄都市モノレール線 | 下り | てだこ浦西方面 |
| 2    | ■沖縄都市モノレール線 | 上り | 那覇空港方面   |

### 駅設備
- コインロッカー - 改札内に設置。
- ATM - 改札内
- 外貨両替機 - 改札内
- 公衆電話 - 改札外に設置。
- 自動販売機（飲料）
- トイレ - 改札内に設置。
- 売店 - 構内にファミリーマートおもろまち駅／S店が出店。

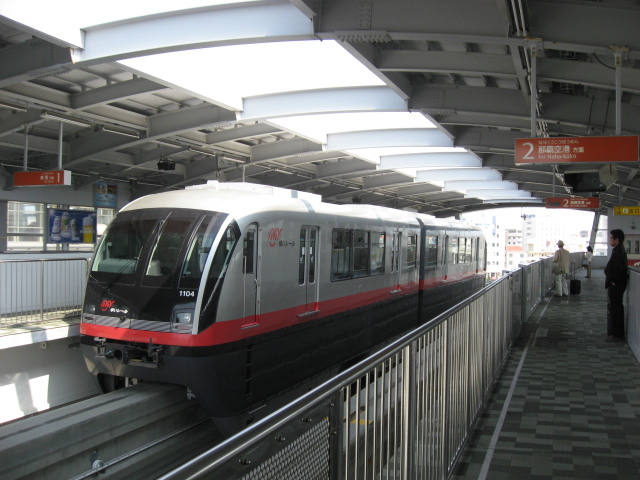
ホーム（2008年4月）
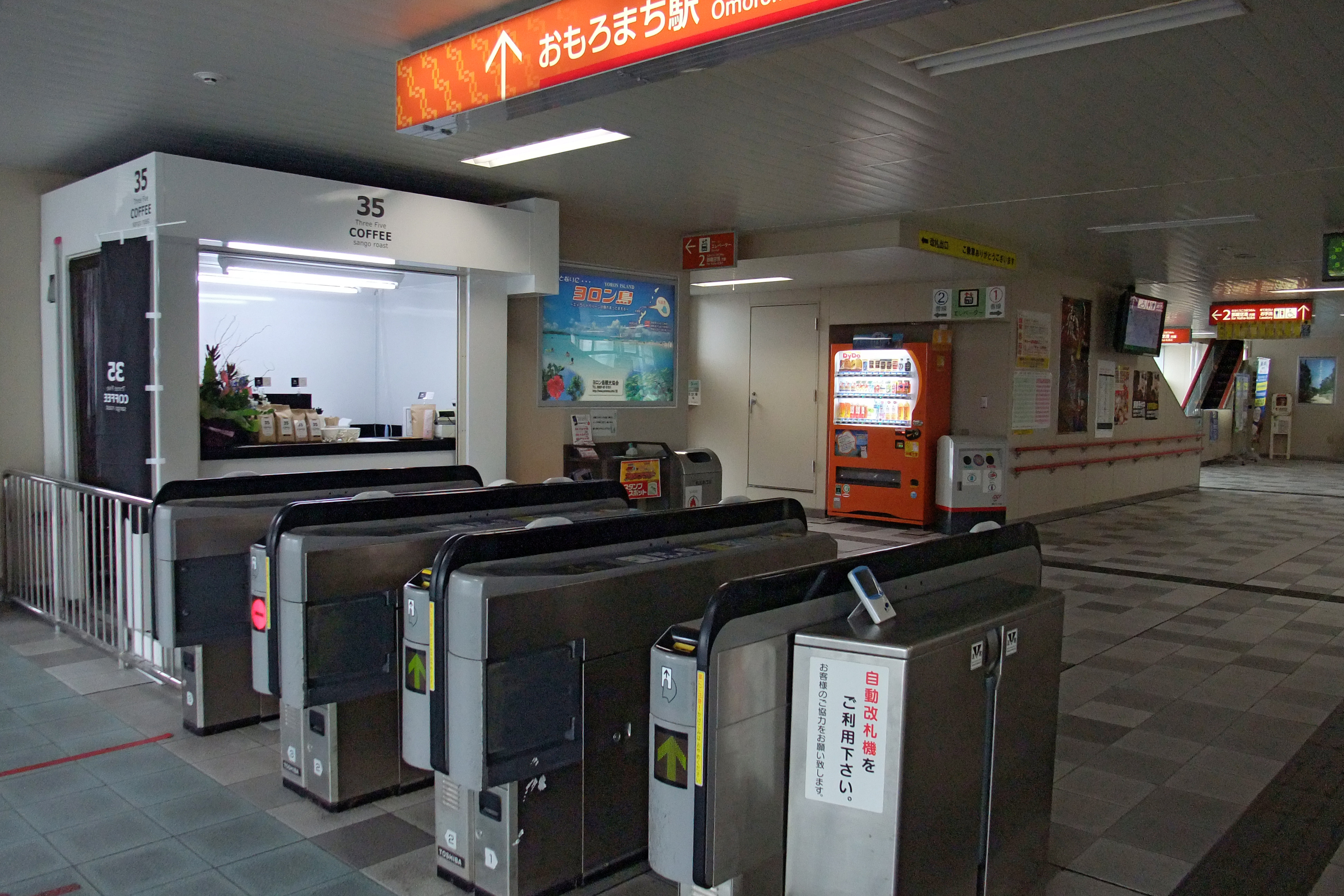
改札口とコーヒーショップ（2011年8月）

## 利用状況
2022年度の1日平均乗車人員は4,517人である。
開業後の1日平均乗降人員および乗車人員の推移は下記の通り。
| 年度               | 1日平均 乗降人員 | 1日平均 乗車人員 | 出典     |
| ------------------ | ---------------- | ---------------- | -------- |
| 2003年（平成15年） | 4,364            | 2,065            | [ * 1 ]  |
| 2004年（平成16年） | 5,527            | 2,659            | [ * 2 ]  |
| 2005年（平成17年） | 7,752            | 3,836            | [ * 3 ]  |
| 2006年（平成18年） | 8,678            | 4,370            | [ * 4 ]  |
| 2007年（平成19年） | 8,642            | 4,422            | [ * 5 ]  |
| 2008年（平成20年） | 8,663            | 4,528            | [ * 6 ]  |
| 2009年（平成21年） | 7,667            | 3,714            | [ * 7 ]  |
| 2010年（平成22年） | 7,798            | 3,759            | [ * 8 ]  |
| 2011年（平成23年） | 8,237            | 3,933            | [ * 9 ]  |
| 2012年（平成24年） | 9,129            | 4,357            | [ * 10 ] |
| 2013年（平成25年） | 9,644            | 4,610            | [ * 11 ] |
| 2014年（平成26年） | 9,942            | 4,817            | [ * 12 ] |
| 2015年（平成27年） | 10,648           | 5,199            | [ * 13 ] |
| 2016年（平成28年） | 11,339           | 5,525            | [ * 14 ] |
| 2017年（平成29年） | 11,510           | 5,624            | [ * 15 ] |
| 2018年（平成30年） |                  | 5,753            | [ * 16 ] |
| 2019年（令和元年） | 11,586           | 5,672            |          |
| 2020年（令和02年） | 6,370            | 3,119            |          |
| 2021年（令和03年） |                  | 3,281            |          |
| 2022年（令和04年） |                  | 4,517            |          |

## 駅周辺
駅西口に広がる「おもろまち」は、米軍基地返還後の用地を再開発した新商業地区で「那覇新都心」「天久新都心」とも呼ばれている。おもろまち交通広場にあるおもろまち駅前広場は沖縄本島中南部方面および那覇バスターミナルからの一部路線バスの起点・終点でもある。
一方、駅東口の真嘉比地区は静かな住宅地であるが、ゆいレールの開通で利便性が増したことから現在再開発が進みつつある。
- バス乗り場（おもろまち駅前広場）
- タクシー乗り場
- 駐輪場（無料）
- 新都心公園（霧の噴水）
- 天久公園
- 那覇公共職業安定所（ハローワーク那覇）
- 沖縄労働局（那覇第2地方合同庁舎1号館）
- 内閣府沖縄総合事務局（那覇第2地方合同庁舎2号館）
- 財務省沖縄地区税関（那覇第2地方合同庁舎3号館）
- 那覇市銘苅庁舎
- 那覇市上下水道局
- 沖縄県立博物館・美術館
- 那覇市立真嘉比小学校
- 日本銀行那覇支店
- 沖縄海邦銀行新都心支店
- 沖縄振興開発金融公庫
- 沖縄県労働金庫おもろまち支店
- 那覇東郵便局真嘉比分室
- 那覇新都心郵便局
- DFSギャラリア・沖縄
- 沖縄レンタカー・ジャパンカーシェアリングおもろまちステーション
- ホームセンターサンキュー真嘉比店
- ゲオ那覇新都心店
- TSUTAYA那覇新都心店
- サンエー那覇メインプレイス
- フレッシュプラザ ユニオン真嘉比店
- 沖縄県立博物館
- 沖縄県立美術館
- コープあっぷるタウン
- 天久りうぼう楽市
- 洋服の青山那覇新都心店
- ヤマダデンキweb.com那覇本店
- シネマQ
- リブレガーデンホテル
- ホテル法華クラブ那覇・新都心
- 東横INN那覇新都心おもろまち・おもろまち駅前
- ダイワロイネットホテル那覇おもろまち
- ザ・ナハテラス
- 沖縄タイムス社
- NHK沖縄放送局
- 国道330号

### おもろまち交通広場
- バス乗り場をはじめ、タクシー乗り場、自転車置き場などモノレールへの乗り継ぎを促進するために設置されている。また、路線バスだけでなく観光車両も待機できるスペースがある。
- モノレール開通時には交通広場は整備中であった。これは、モノレールの開通が2003年（平成15年）12月から同年8月に早まったためである。その後、同年12月に当初の予定通り整備が完了し、本格供用が開始された。
- 駅に近い部分はバス乗り場が大部分を占めるが、本島中部地区へ向かう路線の本数は少ない。モノレール開通前は那覇バスターミナル発着だった路線をおもろまち駅前広場発着に振り分けて成立した路線がほとんどである経緯から、ダイヤ編成は時間帯によってまばらで、夕方時間帯の発着は特に少ない。利用客はさほど多くない。
- バス停名は「おもろまち交通広場」ではなく「おもろまち駅前広場」である。

## バス路線
おもろまち駅前広場
おもろまち駅前バス停

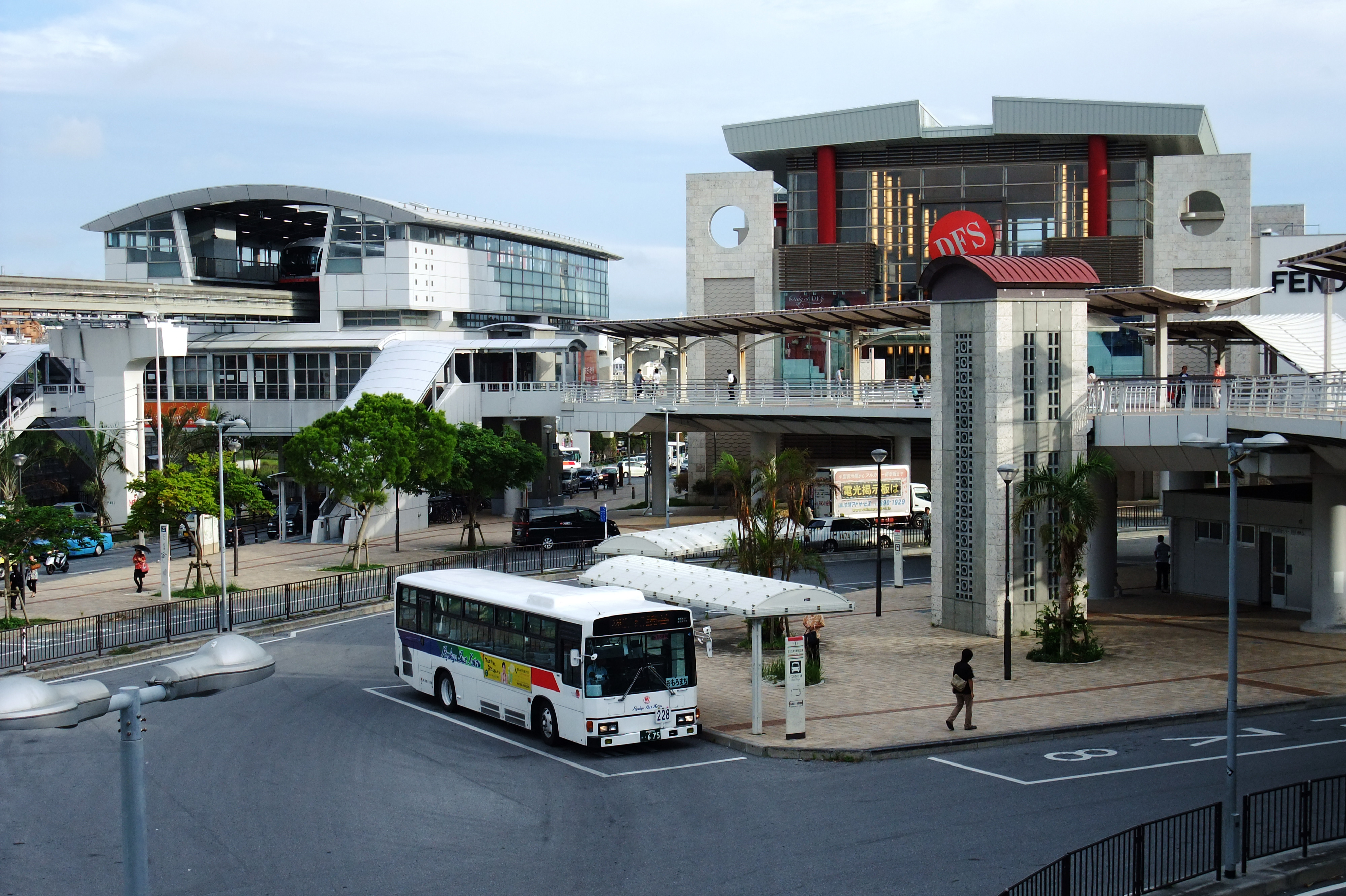
おもろまち駅前広場バス停

安里バイパスに面している。おもろまち交通広場（駅前ロータリ）からは、モノレールの高架橋を利用して移動できる。
かつては駅前広場発着の路線よりも運行本数は多かったが、市内線や南部方面からの駅前広場への路線新設、延長などにより、現在は駅前広場発着の路線の方が運行本数は多い。但し、中部方面への路線に関しては、依然こちらの方が本数は多くなっている。
- 11番・安岡宇栄原線　（那覇バス） - 新都心廻り、1日2便のみ
- 21番・新都心具志川線　（琉球バス交通）
- 55番・牧港線　（琉球バス交通）
- 56番・浦添線　（琉球バス交通）
- 88番・宜野湾線　（琉球バス交通）
- 90番・知花（バイパス）線　（琉球バス交通）
- 98番・琉大（バイパス）線　（琉球バス交通）
- 112番・国体道路線　（琉球バス交通）
- 256番・浦添てだこ線　（琉球バス交通）
- 333番・那覇西原（末吉）線　（那覇バス）
- 北谷ライナー　（カリー観光）
- 瀬長島ライナー　（カリー観光）
- パルコシティシャトルバス　（カリー観光）
- 888番・やんばる急行バス 空港線 - 今帰仁方面のみで、那覇空港方面は停車しない。

## その他
- 駅到着時の車内チャイムは、沖縄民謡「だんじゅかりゆし」を編曲したものが流れる[14]。
- 那覇市役所建て替えに伴う仮庁舎時代は、自動放送に市役所の案内が追加されていた。
- 駅前広場には、「天野株」と命名されたトックリキワタが植えられている[15]。これは、琉球政府の農業技術者であった天野鉄夫がボリビアのオキナワ移住地を訪問した際に種子を持ち帰り、自宅で発芽に成功し、日本で初めて栽培に成功したものである。
- 当駅は中国語（簡体字・繁体字）での公式表記が存在せず、案内ではアルファベット表記の「Omoromachi」がそのまま用いられている[16]。

## 隣の駅
沖縄都市モノレール
■沖縄都市モノレール線（ゆいレール）
安里駅 (10) - おもろまち駅 (11) - 古島駅 (12)

### 記事本文

### 利用状況
1. ↑  沖縄県統計年鑑 - 沖縄県
2. ↑  那覇市統計書 - 那覇市

那覇市統計書
1. ↑  第44回那覇市統計書（平成16年版） (PDF)  - 167ページ
2. ↑  第45回那覇市統計書（平成17年版） (PDF)  - 167ページ
3. ↑  第46回那覇市統計書（平成18年版） (PDF)  - 169ページ
4. ↑  第47回那覇市統計書（平成19年版） (PDF)  - 169ページ
5. ↑  第48回那覇市統計書（平成20年版） (PDF)  - 169ページ
6. ↑  第49回那覇市統計書（平成21年版） (PDF)  - 169ページ
7. ↑  第50回那覇市統計書（平成22年版） (PDF)  - 169ページ
8. ↑  第51回那覇市統計書（平成23年版） (PDF)  - 167ページ
9. ↑  第52回那覇市統計書（平成24年版） (PDF)  - 167ページ
10. ↑  第53回那覇市統計書（平成25年版） (PDF)  - 167ページ
11. ↑  第54回那覇市統計書（平成26年版） (PDF)  - 165ページ
12. ↑  第55回那覇市統計書（平成27年版） (PDF)  - 165ページ
13. ↑  第56回那覇市統計書（平成28年版） (PDF)  - 165ページ
14. ↑  第57回那覇市統計書（平成29年版） (PDF)  - 165ページ
15. ↑  第58回那覇市統計書（平成30年版） (PDF)  - 165ページ
16. ↑  第59回那覇市統計書（令和元年版） (PDF)  - 165ページ